# 20 Y.O.
20 Y.O. è il nono album di inediti della cantante statunitense Janet Jackson, pubblicato dalla Virgin Records il 26 settembre 2006.
L'album ha debuttato alla numero 2 della Billboard 200, rendendolo l'ottavo debutto consecutivo dell'artista tra i primi 3 e il secondo debutto consecutivo al numero 2. Raggiunse inoltre la posizione numero 1 della classifica Top R&B/Hip-Hop Albums di Billboard. La Recording Industry Association of America (RIAA) lo ha certificato Disco di platino, diventando l'ottavo album consecutivo della Jackson certificato platino. 20 Y.O. ha inoltre ottenuto una nomination ai Grammy Award come Miglior album R&B contemporaneo nel 2007. A livello internazionale, l'album è andato bene in Canada, dove raggiunse la posizione numero 4, e in Giappone, dove arrivò alla 7, ma non ha avuto un grande impatto sulle classifiche del resto del mondo, raggiungendo solo la posizione numero 43 nella European Top 100 Albums e la 55 in Australia. È diventato il secondo flop commerciale consecutivo della Jackson, portando l'artista ad abbandonare la Virgin Records per firmare un nuovo contratto discografico con la Island Records.

## Descrizione
Il titolo, che sta per "20 Years Old" ("20 anni"), indica il ventennale della carriera di Janet Jackson, iniziata simbolicamente 20 anni prima, nel 1986 con l'album Control, viste le prove deludenti dei precedenti due lavori sotto l'egida del padre. Secondo altre interpretazioni, e secondo quanto avrebbe dichiarato l'artista, il numero starebbe a rappresentare anche l'età psicologica che la cantante si sentiva di avere in quel momento, nonostante avesse compiuto 40 anni qualche mese prima.
Per la produzione del disco, oltre ai soliti Jimmy Jam & Terry Lewis, che avevano già contribuito a tutti i suoi album precedenti, la Jackson si affidò ancora una volta al compagno di allora, Jermaine Dupri, che aveva già collaborato all'album precedente, Damita Jo, e ad un giovane musicista scoperto dallo stesso Dupri, Johntà Austin. I due avevano lavorato insieme nel 2005 al singolo di Mariah Carey We Belong Together. Dupri aveva anche preso parte alla produzione di tutti i singoli dell'album della Carey The Emancipation of Mimi e Austin aveva collaborato con Mary J. Blige alla canzone di lei Be Without You.
L'album si apre con un interludio, come ormai consuetudine in tutti suoi album sin da Rhythm Nation del 1989, in questo caso con un'introduzione parlata con la quale la cantante spiega gli argomenti trattati nelle canzoni che seguono: il razzismo, gli abusi nei confronti delle donne, l'infanzia e la voglia di divertirsi, e ironizza sull'allora recente incidente del "nipplegate", l'incidente del seno scoperto avvenuto nel 2004 all'Halftime Super Bowl XXXVIII, dicendo che la sua produzione discografica ha coperto molte tematiche ma che ne ha lasciate scoperte alcune altre...

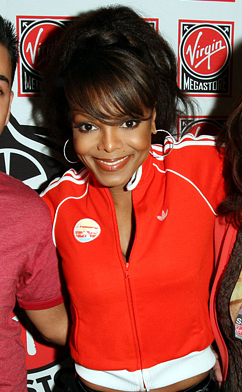
Janet Jackson nel 2006 a New York durante la promozione dell'album 20 Y.O.

Il disco si articola in tre parti, separate dagli interludi di rito. La prima parte sceglie un suono sporco e duro che si rifà a ritmi urban e mescola rhythm and blues e dance, senza agganci pop e con una linea melodica esile che viene sopraffatta da suoni potenti e ballabili. In questo primo segmento si incontra il duetto So Excited con la rapper statunitense Khia, nota anche per l'uso di un linguaggio spesso osceno, che sarà estratto dall'album come secondo e ultimo singolo, ideale seguito di All Nite (Don't Stop) e sfrenato inno al sesso inteso come momento di libertà e unione tra due amanti. In vena di autocelebrazione la cantante cita il suo repertorio anni Ottanta in This Body, che ricorda molto l'hair metal del suo vecchio successo Black Cat.
Un interludio fa da traghetto verso le sonorità più dolci e tradizionali della seconda parte, composta da quattro ballate ad andamento medio, tra cui Call on Me col rapper Nelly, l'unica traccia senza la scrittura in prima persona della Jackson. Enjoy, altra ballata simile, si rifà al vecchio stile allegrissimo di Janet ed è una celebrazione della quotidianità dell'esistenza.
Un altro interludio accompagna infine l'ascoltatore verso la terza e ultima parte del CD, costituita da due pezzi molto lenti, Take Care e Love 2 Love, che si rifanno alla musica afroamericana degli anni Settanta e attingono, in parte, ad atmosfere soul intime e distese.
Dall'inizio alla fine del disco, come mai in passato, la cantante fa uso, con destrezza, del falsetto, non a scopo di inutile virtuosismo ma per spirito di innovazione e originalità.

## Singoli
A causa dell'insuccesso ottenuto dall'album, furono estratti solo due singoli: Call on Me e So Excited, entrambi accompagnati da videoclip, oltre ai due singoli promozionali With U (solo negli Stati Uniti) ed Enjoy (solo in Giappone).
Call on Me riuscì a conquistare la prima posizione nella classifica rhythm and blues/hip hop e la venticinquesima in quella generale. In Italia, Nuova Zelanda e Regno Unito entrò tra i primi venti posti ma non riuscì a lanciare l'album. Il videoclip di Call on Me, del regista Hype Williams, ritrae un giovane ragazzo, interpretato da Nelly, che si reca dalla sua amata, impersonata dalla popstar, in un'originale miscela di colori accesi e elementi folcloristici di varia origine: dalla cultura Masai alle favole raccontate da Esopo.

## Accoglienza
| Recensione    | Giudizio |
| ------------- | -------- |
| AllMusic      |          |
| Rolling Stone |          |

L'album fu il più grande insuccesso sia di pubblico che di critica dell'intera carriera della cantante. Questo in parte fu dovuto ancora al boicottaggio della musica e dei video della cantante da parte di radio e canali musicali americani, che avveniva ormai dal 2004, a causa dell'incidente del "nipplegate". Il video di Call on Me per esempio non venne trasmesso da MTV e, a causa di ciò, i fan dell'artista riempirono il canale di mail di protesta, ma senza ottenere risultati, come riportò anche il sito TMZ.
Fu certificato Disco di platino, ma solo perché, secondo alcune fonti, un milione erano il numero di copie distribuite (strategia che comunque vale per le certificazioni degli album di tutti gli artisti). L'album aveva debuttato alla posizione numero 2, ma dopo poco più di tre mesi dalla pubblicazione il disco era già fuori dalla classifica dei primi duecento album più venduti. Nel resto del mondo vendette poco più di 300 000 copie complessive.
Nel Regno Unito, in particolare, apparve in classifica per una sola settimana. In Italia esordì alla posizione numero 21 e sparì dopo tre settimane.
La critica fu impietosa: il recensore di Rolling Stone Evan Serpick, riferendosi al titolo 20 Y.O., scrisse che se fosse la Jackson non oserebbe fare paragoni con i suoi lavori precedenti.
Fuori dal coro, Andy Kellman per AllMusic che diede quattro stellette su cinque al disco e parlò di ritorno ai fasti del passato.
In seguito ai risultati deludenti, il coproduttore, nonché compagno della Jackson, Jermaine Dupri, decise di licenziarsi dalla Virgin Records, la casa discografica dell'artista. In un'intervista questi spiegò che comunque si era trattato di una sua decisione, senza pressioni da parte di alcuno, ma si lamentò per la scarsa qualità delle modalità di produzione dell'album. Dopo poco, anche Janet Jackson lo avrebbe seguito, abbandonando la Virgin per passare alla Island Records.
Malgrado tutto, il disco ebbe una nomination ai Grammy Awards 2007 come Miglior album di rhythm and blues contemporaneo. Il premio fu però assegnato a B'Day di Beyoncé.

## Tracce
1. 20 (Intro) – 0:53 (Janet Jackson, James Harris III, Terry Lewis)
2. So Excited (feat. Khia) – 3:14 (Janet Jackson, James Harris III, Terry Lewis, Jermaine Dupri, James Phillips, Johntá Austin, Khia Chambers, Herbie Hancock, Michael Beinhorn, Bill Laswell)
3. Show Me – 3:38 (Janet Jackson, James Harris III, Terry Lewis, Jermaine Dupri, Manuel Seal Jr., Johnta Austin)
4. Get It out Me – 3:05 (Janet Jackson, James Harris III, Terry Lewis, Jermaine Dupri, Manuel Seal Jr., Johnta Austin)
5. Do It 2 Me – 4:06 (Brenda Russell, Johnta Austin, Jermaine Dupri, Janet Jackson)
6. This Body – 4:10 (Janet Jackson, James Harris III, Terry Lewis, Jermaine Dupri, Johnta Austin, James Phillips)
7. 20 Part 2 (Interlude) – 0:27
8. With U – 5:09 (Janet Jackson, James Harris III, Terry Lewis, Jermaine Dupri, Johnta Austin, Manuel Seal Jr.)
9. Call on Me (feat. Nelly) – 3:24 (James Harris III, Terry Lewis, Jermaine Dupri, Johnta Austin, James Phillips, Cornell Haynes Jr.)
10. 20 Part 3 (Interlude) – 0:28
11. Daybreak – 4:21 (Janet Jackson, James Harris III, Terry Lewis, Johnta Austin)
12. Enjoy – 4:31 (Janet Jackson, James Harris III, Terry Lewis, Bobby Ross Avila, Issiah J. Avila)
13. 20 Part 4 (Interlude) – 0:43 (Janet Jackson, James Harris III, Terry Lewis)
14. Take Care – 5:43 (Janet Jackson, James Harris III, Terry Lewis)
15. Love 2 Love – 5:04 (Janet Jackson, James Harris III, Terry Lewis, Johnta Austin)
16. 20 Part 5 (Outro) – 1:03 (Janet Jackson, James Harris III, Terry Lewis)

### Edizioni speciali
L'edizione giapponese del CD contiene due bonus track: Roll Wit Chu e Days Go By.
Esiste anche un'edizione dell'album a tiratura limitata, che contiene un libretto dalla copertina rigida, alcuni scatti fotografici extra e un minidocumentario in DVD dal titolo 20 Y.O. - The Project, sul processo di lavorazione della musica del disco.

## Classifiche
| Classifiche 2006                   | Posizione massima |
| ---------------------------------- | ----------------- |
| Australia                          | 55                |
| Canada                             | 4                 |
| European Top 100 Albums            | 43                |
| Francia                            | 32                |
| Germania                           | 46                |
| Giappone                           | 7                 |
| Italia                             | 21                |
| Regno Unito (R&B)                  | 7                 |
| Stati Uniti Billboard 200          | 2                 |
| Stati Uniti Top R&B/Hip-Hop Albums | 1                 |
| Svizzera                           | 35                |